# دانيال لينو
دانيال لينو (بالسويدية: Daniel Leino)‏ هو لاعب كرة قدم سويدي في مركز الوسط، ولد في 29 أغسطس 1991 في السويد. لعب مع غيفلي.

## وصلات خارجية
- دانيال لينو على موقع اتحاد السويد (السويدية)
- دانيال لينو على موقع قاعدة بيانات كرة القدم.إي يو (الإنجليزية)